# Catita e Marieta Alves
Catita e Marieta foram os respectivos hipocorísticos das irmãs Ana Rodrigues Alves da Silva Pereira (Guaratinguetá, 5 de outubro de 1879 — Rio de Janeiro, 5 de novembro de 1958) e Maria Rodrigues Alves da Costa Carvalho (Guaratinguetá, 18 de novembro de 1880 — São Paulo, 29 de janeiro de 1957), as duas filhas do 5.º presidente do Brasil Rodrigues Alves. 
Devido à viuvez de seu pai, as irmãs Alves assumiram individualmente a função de primeira-dama do país durante o mandato do presidente, com Catita servindo no papel de 1902 até 1904 e Marieta de 1904 até 1906. 

## Biografias

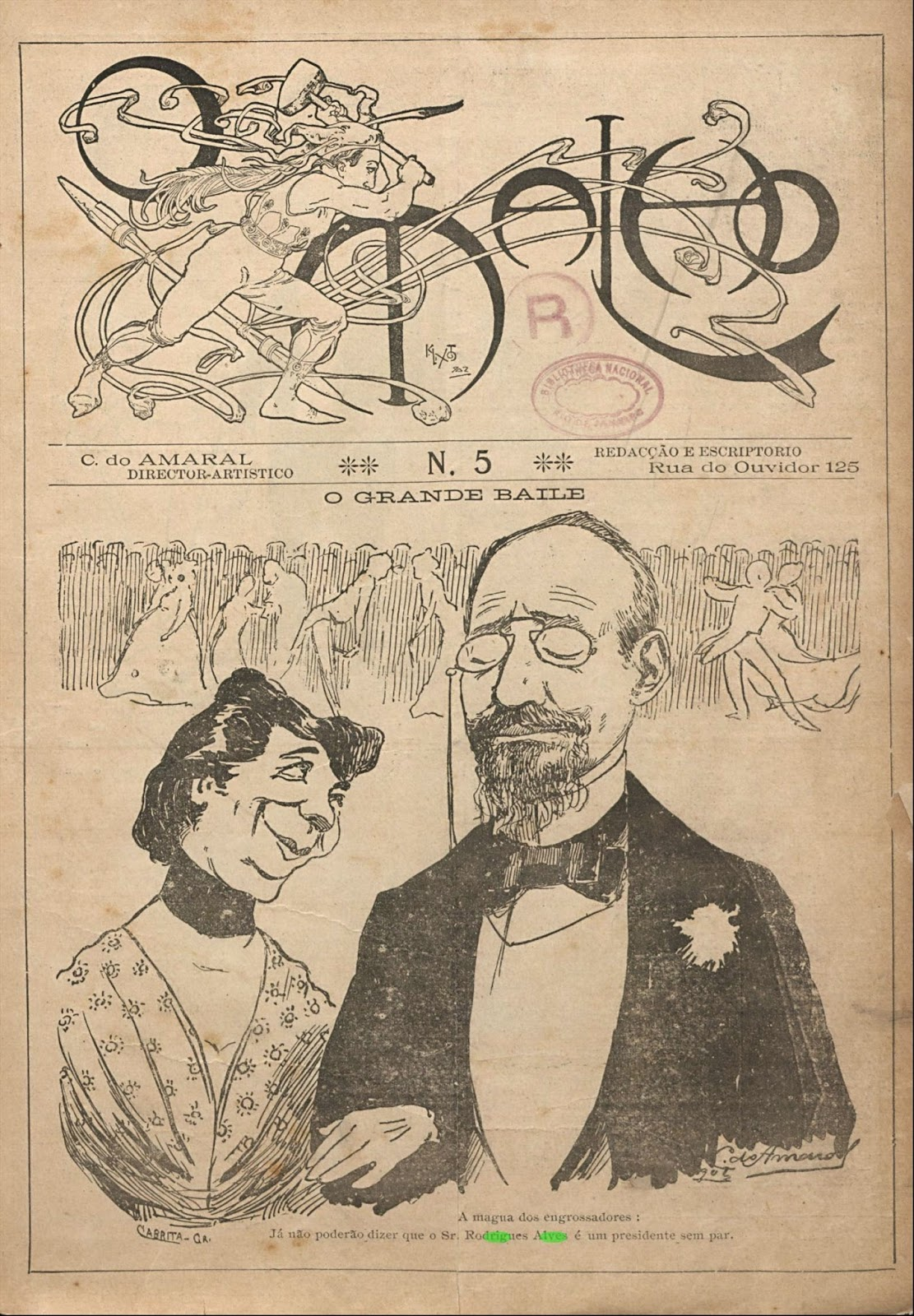
Caricatura de Catita e Rodrigues Alves em 1902

Catita e Marieta eram respectivamente a terceira e quarta filha de Rodrigues Alves e de sua esposa Ana Guilhermina de Oliveira Borges (uma neta do Visconde de Guaratinguetá), falecida precocemente em dezembro de 1891 aos trinta e seis anos, poucos dias após dar à luz duas gêmeas, Guilhermina e Isabel. Rodrigues Alves jamais voltou a se casar novamente e foi um pai muito voltado para a criação dos nove filhos.
Um pouco antes de Rodrigues Alves assumir a presidência da República em 15 de novembro de 1902, Catita Alves recebeu uma carta de sua antecessora, Ana Gabriela de Campos Sales, contendo conselhos sobre como deveria administrar a vida doméstica dentro do Palácio do Catete.
A imprensa carioca da época não perdeu a oportunidade de chamar atenção para o estado civil do presidente eleito. Na ocasião do baile da posse presidencial, em 1902, Rodrigues Alves e sua filha Catita acabaram caricaturados juntos por Crispim do Amaral, diretor-artísticos da Revista O Malho. Abaixo da caricatura, havia os dizeres: "A mágua dos engrossadores: Já não poderão dizer que o Sr. Rodrigues Alves é um presidente sem par". 

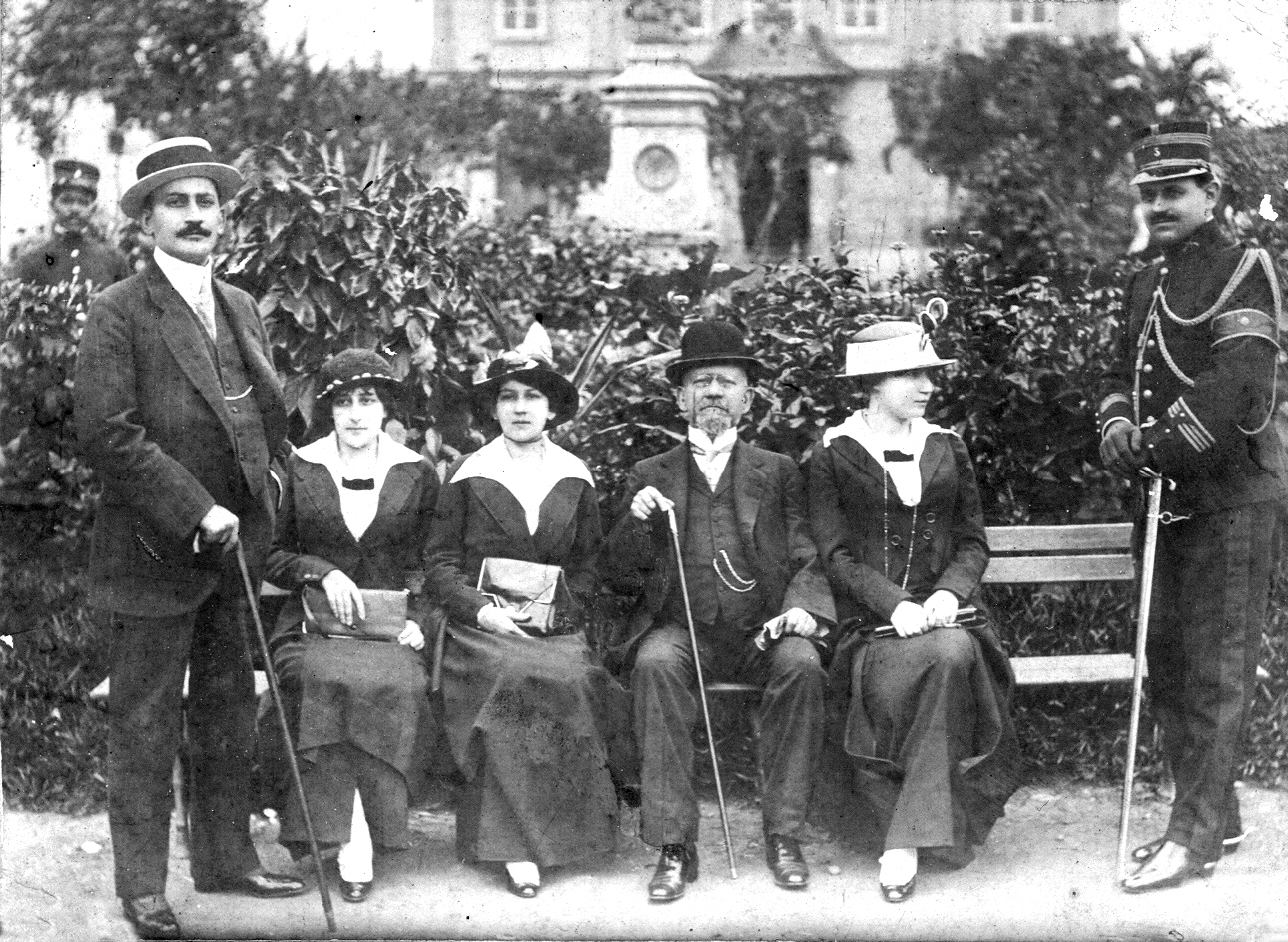
Marieta Alves (segunda à esquerda) ao lado do pai e irmãos, em 1913.

Em 8 de dezembro de 1904, Catita Alves se casou com um dos oficiais do gabinete de seu pai, Cesário da Silva Pereira, nos salões do Palácio do Catete. Com o casamento de Catita, sua irmã Marieta, que era ainda solteira à época, passou a fazer as vezes de primeira-dama, sucedendo-a. Catita e Cesário vieram a ser pais de Anna Guilhermina Rodrigues Alves Pereira, esposa do jurista e escritor Afonso Arinos de Melo Franco. Partiu de Afonso Arinos a ideia de enterrar sua sogra Catita com a farta correspondência que o presidente e sua filha mantiveram.
O presidente Rodrigues Alves encerrou seu mandato em 15 de novembro de 1906, e Marieta foi sucedida como primeira-dama do Brasil por Guilhermina Pena, esposa de Afonso Pena. 
Em 16 de janeiro de 1919, Rodrigues Alves, após ter sido eleito para um segundo mandato, acabou falecendo antes de assumir. Naquele mesmo ano, em 26 de dezembro, Marieta Alves casou-se com o então senador Álvaro Augusto da Costa Carvalho (1865-1933), tornando-se sua segunda esposa. Eles tiveram um filho, Francisco de Paula Rodrigues Alves da Costa Carvalho (1921-1977).